# Cycloramphus diringshofeni
Cycloramphus diringshofeni és una espècie de granota que viu al Brasil.